# 2025年苏莱贾油罐车爆炸事故
2025年1月18日，在尼日利亚北部尼日尔州苏莱贾附近的迪科路口，一辆载有约六万升汽油的油罐车发生侧翻。事故发生后，当地居民聚集在现场收集泄漏的燃油，但燃油随即引发爆炸，造成100多人死亡，另有69人受伤，其中至少52人伤势严重。

## 爆炸和受害者
爆炸发生在西非时间上午9点左右，地点位于连接尼日利亚联邦首都阿布贾与卡杜纳的主要高速公路上的迪科路口。据尼日尔州联邦道路安全局负责人库马尔·楚夸姆称，事故起因是一辆运送汽油的油罐车侧翻，导致燃油泄漏。聚集在现场收集燃油的当地居民（包括儿童）被随后的爆炸波及，这次爆炸还引爆了另一辆油罐车。尼日尔州紧急事务管理局报告称，爆炸是由于泄漏的汽油接触到用于燃油转移过程的发电机而发生的。此次爆炸还烧毁并摧毁了至少20家附近商铺。
联邦道路安全局证实，已从现场找到并安葬了100多名遇难者的遗体，其中大多数因严重烧伤而无法辨认。约69名伤者被紧急送往附近多家医院接受治疗。据报道，许多遇难者在爆炸发生时正试图收集泄漏的燃油。尼日尔州州长乌马鲁·巴戈表示，还有一些受害者遭受不同程度的烧伤，但具体人数未披露。此次爆炸及随后的大火造成了严重的财产损失，损失金额估计达数百万奈拉。

## 各方反应
巴戈将这场灾难描述为“令人担忧、心碎和不幸”。尼日利亚州长论坛向遇难者家属表示哀悼，并为在此次灾难中丧生的人祈祷。同时，论坛呼吁所有尼日利亚人在类似危险情况下务必“保持极端谨慎，并始终对生命怀有绝对的敬畏之心”。
尼日利亚第一夫人雷米·蒂努布向受害者家属捐赠了一亿尼日利亚奈拉以及包括食物在内的其他费用。同时对爆炸原因的初步调查由尼日尔州紧急事务管理局局长阿卜杜拉希·巴巴·阿拉领导。